# ReplayGain
ReplayGain (Replay Gain, Replaygain, выравнивание громкости) — стандарт представления информации, позволяющий аудиоплеерам (медиапроигрывателям), использующим его, воспроизводить файлы в медиабиблиотеке с однородной громкостью.
Использование ReplayGain позволяет избежать ручного изменения уровня громкости при проигрывании аудиофайлов с разных альбомов/дисков, записанных с разными уровнями громкости.
ReplayGain подразумевает сканирование всего файла методом психоакустического анализа для определения воспринимаемой громкости и пиковых уровней.
Другое преимущество применения ReplayGain заключается в том, что использование пиковых уровней позволяет избежать искажения громких пиков песен (клиппинга). Он уменьшает громкость трека так, чтобы пики находились ниже предельного уровня 0 dB.
Обычно ReplayGain хранится в аудиофайлах как метаданные.
Реализации ReplayGain обычно только добавляют метаданные в аудиофайл, не изменяя оригинальных данных. Несмотря на то, что стандартом ReplayGain определено использование 8-байтного поля в заголовке файла, многие популярные аудиоформаты, например Ogg Vorbis и FLAC, используют тэги для хранения информации ReplayGain. Более того, самый широко распространённый способ хранения такой информации в MP3 — это запись тегов APEv2 в конец файла.
Другой способ реализации этого стандарта — это или прямое изменение уровня громкости в сканируемом файле или создание копии с изменённым звуком из оригинального файла, вследствие чего этот процесс может быть не полностью обратимым.
Медиапроигрыватели JRiver Media Center, Vox player, Songbird, Neutron Music Player, DeaDBeeF, PowerAMP, AIMP, Amarok 2.1, Audacious, MPD, foobar2000, iTunes, MusicBee, Quod Libet, Rhythmbox, Winamp, Clementine, Boom и qmmp поддерживают ReplayGain.